# 국제 농구 연맹
국제 농구 연맹(프랑스어: Fédération Internationale de Basketball, 영어: International Basketball Federation, FIBA)은 농구, 스트리트볼 종목을 총괄하는 국제 스포츠 행정 기구이다. 최초의 조직 명칭이 'Fédération Internationale de Basketball Amateur'이었기 때문에 FIBA라는 약칭으로 불리게 되었으나, 1989년 Amateur라는 단어를 명칭에서 제외하였다. 그러나 농구를 의미하는 영어 단어가 basketball로 시작된다는 점으로 인해 기존의 FIBA라는 약칭은 그대로 유지되었다.
국제 농구 연맹은 국제 농구 규정을 정의하는 역할을 맡고 있다. 이 규정에는 농구 경기에 사용되는 장비 및 시설 관련 규정, 경기에 참가하는 선수의 해외 이동에 관한 규정, 그리고 국제 심판을 배정하는 방식에 대한 규정 등이 포함되어 있다. 1989년 5개 지역별 위원회가 구성되었으며, 2010년 현재 총 213개국의 회원국을 보유하고 있다. 5개 지역별 위원회는 FIBA 아메리카, FIBA 아시아, FIBA 아프리카, FIBA 오세아니아, 그리고 FIBA 유럽으로 구성된다.
국제 농구 연맹은 4년마다 남자 농구 국가 대항전인 FIBA 세계 선수권 대회를 개최한다. 이에 상응하는 여자 대회로 FIBA 여자 세계 선수권 대회가 있으며, 역시 4년마다 개최된다. 남자 대회와 여자 대회는 같은 해에 개최되지만 개최 국가는 서로 다르다. 이 대회의 우승팀에게는 네이스미스 트로피(Naismith Trophy)가 수여되는데, 이 트로피의 이름은 농구의 창시자인 제임스 네이스미스에게서 따온 것이다. 이 우승컵은 1967년 대회에서 우승한 우루과이에게 최초로 수여되었다. 세계 농구 선수권 대회의 운영 방식은 약간의 차이는 있으나 FIFA 월드컵과 유사하다. 이들 대회는 1970년 이래로 항상 같은 해에 개최되어 오고 있다.
2009년 국제 농구 연맹은 3개의 새로운 국제 대회의 창설을 발표하였다. 이에 따라 최초의 12세 이하 세계 선수권 대회 및 17세 이하 세계 선수권 대회(각각 남녀 대회를 모두 포함)가 2010년 7월에 개최되었다.

## 역사

국제 농구 연맹은 대륙 구분을 기준으로 한 5개의 지역별 위원회로 구성되어 있다.

국제 농구 연맹은 1932년 스위스 제네바에서 '국제 아마추어 농구 연맹'(Fédération Internationale de Basketball Amateur)이라는 명칭으로 창설되었다. 2년 후인 1934년에는 국제 올림픽 위원회에 의해 농구가 올림픽 경기 종목으로 채택되었다. 연맹의 창설에는 그리스, 라트비아, 루마니아, 스위스, 아르헨티나, 이탈리아, 포르투갈, 체코슬로바키아 등 8개국이 참여하였다. 1936년 베를린 올림픽 때, 연맹은 농구의 창시자인 제임스 네이스미스를 명예 회장으로 추대하였다.
국제 농구 연맹은 1950년부터 FIBA 세계 선수권 대회를 개최하였으며, 1953년부터는 FIBA 여자 세계 선수권 대회를 개최하였다. 두 대회는 현재 하계 올림픽이 열리지 않는 해에 4년마다 개최되고 있다.
1989년, 연맹은 미국 NBA와 같은 프로 농구 선수들의 올림픽 농구 참가의 허용을 결정하였다. 이에 따라 연맹의 명칭에서 Amateur를 제외하여 Fédération Internationale de Basketball로 명칭을 변경하였다. 그러나 약칭은 기존과 동일하게 FIBA로 유지되었다.
1956년에는 연맹 본부가 뮌헨으로 이전되었으며, 2002년에 다시 제네바로 복귀하였다.
1991년에는 FIBA 명예의 전당이 설립되었으며, 제1회 헌액식은 2007년 9월 12일에 개최되었다.

### 역대 회장
- 1932~1948:  레옹 부파르
- 1932~1939:  제임스 네이스미스 (명예 회장)
- 1948~1960:  윌러드 그라임
- 1960~1968:  안토니우 두스헤이스 카르네이루
- 1968~1976:  암둘 모나임 와비
- 1976~1984:  곤살로 푸야트 2세
- 1984~1990:  로베르 뷔즈넬
- 1990~1998:  조지 E. 킬리언
- 1998~2002:  압둘레 세이 모로
- 2002~2006:  칼 먼키칭 박사 (程万琦)
- 2006~2010:  밥 엘핀스턴
- 2010~2014:  이방 메니니 (내정자)

### 역대 사무처장
- 1932~1976:  리나토 윌리엄 존스
- 1976~1995:  보리슬라브 스탄코비치
- 1995~현재:  파트리크 보만

## 회원국
| 국가                   | 협회                                      | 코드 | 대륙       | 설립   | 가맹   | 비고 |
| ---------------------- | ----------------------------------------- | ---- | ---------- | ------ | ------ | ---- |
| 가나                   | 가나 아마추어 농구 협회                   | GHA  | 아프리카   |        |        |      |
| 가봉                   | 가봉 농구 연맹                            | GAB  | 아프리카   |        |        |      |
| 가이아나               | 가이아나 아마추어 농구 연맹               | GUY  | 아메리카   |        |        |      |
| 감비아                 | 감비아 농구 연맹                          | GAM  | 아프리카   |        |        |      |
| 과테말라               | 과테말라 농구 연맹                        | GUA  | 아메리카   |        |        |      |
| 괌                     | 괌 농구 연맹                              | GUM  | 오세아니아 |        |        |      |
| 그레나다               | 그레나다 국가 농구 협회                   | GRN  | 아메리카   |        |        |      |
| 그리스                 | 그리스 농구 연맹                          | GRE  | 유럽       |        |        |      |
| 기니                   | 기니 농구 연맹                            | GUI  | 아프리카   |        |        |      |
| 기니비사우             | 기니비사우 농구 연맹                      | GBS  | 아프리카   |        |        |      |
| 나미비아               | 나미비아 농구 연맹                        | NAM  | 아프리카   |        |        |      |
| 나우루                 | 나우루 농구 협회                          | NRU  | 오세아니아 |        |        |      |
| 남수단                 | 남수단 농구 연맹                          | SSD  | 아프리카   |        |        |      |
| 남아프리카 공화국      | 남아프리카 공화국 농구 연맹               | RSA  | 아프리카   |        |        |      |
| 네덜란드               | 네덜란드 농구 연맹                        | NED  | 유럽       |        |        |      |
| 네팔                   | 네팔 농구 협회                            | NEP  | 아시아     |        |        |      |
| 노르웨이               | 노르웨이 농구 연맹                        | NOR  | 유럽       |        |        |      |
| 노퍽                   | 노퍽섬 농구 협회                          | NIS  | 오세아니아 |        |        |      |
| 누벨칼레도니           | 누벨칼레도니 지역 농구 연맹               | CAL  | 오세아니아 |        |        |      |
| 뉴질랜드               | 뉴질랜드 농구 연맹                        | NZL  | 오세아니아 |        |        |      |
| 니제르                 | 니제르 농구 연맹                          | NIG  | 아프리카   |        |        |      |
| 니카라과               | 니카라과 농구 연맹                        | NCA  | 아메리카   |        |        |      |
| 대한민국               | 대한민국농구협회                          | KOR  | 아시아     | 1925년 | 1947년 |      |
| 덴마크                 | 덴마크 농구 연맹                          | DEN  | 유럽       |        |        |      |
| 도미니카 공화국        | 도미니카 농구 연맹                        | DOM  | 아메리카   |        |        |      |
| 도미니카 연방          | 도미니카 아마추어 농구 협회               | DMA  | 아메리카   |        |        |      |
| 독일                   | 독일 농구 연맹                            | GER  | 유럽       |        |        |      |
| 동티모르               | 동티모르 국가 농구 연맹                   | TLS  | 아시아     |        |        |      |
| 라오스                 | 라오스 농구 연맹                          | LAO  | 아시아     |        |        |      |
| 라이베리아             | 라이베리아 농구 연맹                      | LBR  | 아프리카   |        |        |      |
| 라트비아               | 라트비아 농구 협회                        | LAT  | 유럽       |        |        |      |
| 러시아                 | 러시아 농구 연맹                          | RUS  | 유럽       |        |        |      |
| 레바논                 | 레바논 농구 연맹                          | LBN  | 아시아     |        |        |      |
| 레소토                 | 레소토 농구 협회                          | LES  | 아프리카   |        |        |      |
| 루마니아               | 루마니아 농구 연맹                        | ROU  | 유럽       |        |        |      |
| 룩셈부르크             | 룩셈부르크 농구 연맹                      | LUX  | 유럽       |        |        |      |
| 르완다                 | 르완다 아마추어 농구 연맹                 | RWA  | 아프리카   |        |        |      |
| 리비아                 | 리비아 아랍 농구 연맹                     | LBA  | 아프리카   |        |        |      |
| 리투아니아             | 리투아니아 농구 연맹                      | LTU  | 유럽       |        |        |      |
| 마다가스카르           | 마다가스카르 농구 연맹                    | MAD  | 아프리카   |        |        |      |
| 마셜 제도              | 마셜 제도 공화국 농구 연맹                | MHL  | 오세아니아 |        |        |      |
| 마카오                 | 중국 마카오 농구 협회                     | MAC  | 아시아     |        |        |      |
| 말라위                 | 말라위 농구 협회                          | MAW  | 아프리카   |        |        |      |
| 말레이시아             | 말레이시아 농구 협회                      | MAS  | 아시아     |        |        |      |
| 말리                   | 말리 농구 연맹                            | MLI  | 아프리카   |        |        |      |
| 멕시코                 | 멕시코 농구 체육 협회                     | MEX  | 아메리카   |        |        |      |
| 모나코                 | 모나코 농구 연맹                          | MON  | 유럽       |        |        |      |
| 모로코                 | 모로코 왕립 농구 연맹                     | MAR  | 아프리카   |        |        |      |
| 모리셔스               | 모리셔스 농구 연맹                        | MRI  | 아프리카   |        |        |      |
| 모리타니               | 모리타니 농구 연맹                        | MTN  | 아프리카   |        |        |      |
| 모잠비크               | 모잠비크 농구 연맹                        | MOZ  | 아프리카   |        |        |      |
| 몬테네그로             | 몬테네그로 농구 연맹                      | MNE  | 유럽       |        |        |      |
| 몬트세랫               | 몬트세랫 아마추어 농구 협회               | MAT  | 아메리카   |        |        |      |
| 몰도바                 | 몰도바 농구 연맹                          | MDA  | 유럽       |        |        |      |
| 몰디브                 | 몰디브 농구 협회                          | MDV  | 아시아     |        |        |      |
| 몰타                   | 몰타 농구 협회                            | MLT  | 유럽       |        |        |      |
| 몽골                   | 몽골 농구 협회                            | MGL  | 아시아     |        |        |      |
| 미국                   | 미국 농구 연맹                            | USA  | 아메리카   |        |        |      |
| 미국령 버진아일랜드    | 버진아일랜드 농구 연맹                    | ISV  | 아메리카   |        |        |      |
| 미얀마                 | 미얀마 농구 연맹                          | MYA  | 아시아     |        |        |      |
| 미크로네시아 연방      | 미크로네시아 연방 농구 협회               | FSM  | 오세아니아 |        |        |      |
| 바누아투               | 바누아투 아마추어 농구 연맹               | VAN  | 오세아니아 |        |        |      |
| 바레인                 | 바레인 농구 협회                          | BRN  | 아시아     |        |        |      |
| 바베이도스             | 바베이도스 아마추어 농구 협회             | BAR  | 아메리카   |        |        |      |
| 바하마                 | 바하마 농구 연맹                          | BAH  | 아메리카   |        |        |      |
| 방글라데시             | 방글라데시 농구 연맹                      | BAN  | 아시아     |        |        |      |
| 버뮤다                 | 버뮤다 농구 협회                          | BER  | 아메리카   |        |        |      |
| 베냉                   | 베냉 농구 연맹                            | BEN  | 아프리카   |        |        |      |
| 베네수엘라             | 베네수엘라 농구 연맹                      | VEN  | 아메리카   |        |        |      |
| 베트남                 | 베트남 농구 협회                          | VIE  | 아시아     |        |        |      |
| 벨기에                 | 벨기에 농구 연맹                          | BEL  | 유럽       |        |        |      |
| 벨라루스               | 벨라루스 농구 연맹                        | BLR  | 유럽       |        |        |      |
| 벨리즈                 | 벨리즈 농구 연맹                          | BIZ  | 아메리카   |        |        |      |
| 보스니아 헤르체고비나  | 보스니아 헤르체고비나 농구 연맹           | BIH  | 유럽       |        |        |      |
| 보츠와나               | 보츠와나 농구 협회                        | BOT  | 아프리카   |        |        |      |
| 볼리비아               | 볼리비아 농구 연맹                        | BOL  | 아메리카   |        |        |      |
| 부룬디                 | 부룬디 농구 연맹                          | BDI  | 아프리카   |        |        |      |
| 부르키나파소           | 부르키나파소 농구 연맹                    | BUR  | 아프리카   |        |        |      |
| 부탄                   | 부탄 농구 연맹                            | BHU  | 아시아     |        |        |      |
| 북마리아나 제도        | 북마리아나 제도 농구 협회                 | NMI  | 오세아니아 |        |        |      |
| 북마케도니아           | 북마케도니아 농구 연맹                    | MKD  | 유럽       |        |        |      |
| 불가리아               | 불가리아 농구 연맹                        | BUL  | 유럽       |        |        |      |
| 브라질                 | 브라질 농구 연맹                          | BRA  | 아메리카   |        |        |      |
| 브루나이               | 브루나이 농구 협회                        | BRU  | 아시아     |        |        |      |
| 사모아                 | 사모아 농구 협회                          | SAM  | 오세아니아 |        |        |      |
| 사우디아라비아         | 사우디아라비아 농구 연맹                  | KSA  | 아시아     |        |        |      |
| 산마리노               | 산마리노 농구 연맹                        | SMR  | 유럽       |        |        |      |
| 상투메 프린시페        | 상투메 프린시페 농구 연맹                 | STP  | 아프리카   |        |        |      |
| 세네갈                 | 세네갈 농구 연맹                          | SEN  | 아프리카   |        |        |      |
| 세르비아               | 세르비아 농구 연맹                        | SRB  | 유럽       |        |        |      |
| 세이셸                 | 세이셸 농구 연맹                          | SEY  | 아프리카   |        |        |      |
| 세인트루시아           | 세인트루시아 농구 연맹                    | LCA  | 아메리카   |        |        |      |
| 세인트빈센트 그레나딘  | 세인트빈센트 그레나딘 농구 협회           | VIN  | 아메리카   |        |        |      |
| 세인트키츠 네비스      | 세인트키츠 아마추어 농구 협회             | SKN  | 아메리카   |        |        |      |
| 소말리아               | 소말리아 농구 연맹                        | SOM  | 아프리카   |        |        |      |
| 솔로몬 제도            | 솔로몬 제도 아마추어 농구 연맹            | SOL  | 오세아니아 |        |        |      |
| 수단                   | 수단 농구 협회                            | SUD  | 아프리카   |        |        |      |
| 수리남                 | 수리남 농구 연맹                          | SUR  | 아메리카   |        |        |      |
| 스리랑카               | 스리랑카 농구 연맹                        | SRI  | 아시아     |        |        |      |
| 스웨덴                 | 스웨덴 농구 연맹                          | SWE  | 유럽       |        |        |      |
| 스위스                 | 스위스 농구 연맹                          | SUI  | 유럽       |        |        |      |
| 스페인                 | 스페인 농구 연맹                          | ESP  | 유럽       |        |        |      |
| 슬로바키아             | 슬로바키아 농구 협회                      | SVK  | 유럽       |        |        |      |
| 슬로베니아             | 슬로베니아 농구 연맹                      | SLO  | 유럽       |        |        |      |
| 시리아                 | 시리아 농구 연맹                          | SYR  | 아시아     |        |        |      |
| 시에라리온             | 시에라리온 아마추어 농구 협회             | SLE  | 아프리카   |        |        |      |
| 싱가포르               | 싱가포르 농구 협회                        | SGP  | 아시아     |        |        |      |
| 아랍에미리트           | 아랍에미리트 농구 협회                    | UAE  | 아시아     |        |        |      |
| 아루바                 | 아루바 농구 연맹                          | ARU  | 아메리카   |        |        |      |
| 아르메니아             | 아르메니아 농구 연맹                      | ARM  | 유럽       |        |        |      |
| 아르헨티나             | 아르헨티나 농구 연맹                      | ARG  | 아메리카   |        |        |      |
| 아메리칸사모아         | 아메리칸사모아 농구 협회                  | ASA  | 오세아니아 |        |        |      |
| 아이슬란드             | 아이슬란드 농구 협회                      | ISL  | 유럽       |        |        |      |
| 아이티                 | 아이티 농구 연맹                          | HAI  | 아메리카   |        |        |      |
| 아일랜드               | 아일랜드 농구 연맹                        | IRL  | 유럽       |        |        |      |
| 아제르바이잔           | 아제르바이잔 농구 연맹                    | AZE  | 유럽       |        |        |      |
| 아프가니스탄           | 아프가니스탄 국가 농구 연맹               | AFG  | 아시아     |        |        |      |
| 안도라                 | 안도라 농구 연맹                          | AND  | 유럽       |        |        |      |
| 알바니아               | 알바니아 농구 연맹                        | ALB  | 유럽       |        |        |      |
| 알제리                 | 알제리 농구 연맹                          | ALG  | 아프리카   |        |        |      |
| 앙골라                 | 앙골라 농구 연맹                          | ANG  | 아프리카   |        |        |      |
| 앤티가 바부다          | 앤키가 바부다 농구 협회                   | ANT  | 아메리카   |        |        |      |
| 에리트레아             | 에리트레아 국가 농구 연맹                 | ERI  | 아프리카   |        |        |      |
| 에스와티니             | 에스와티니 국가 농구 협회                 | SWZ  | 아프리카   |        |        |      |
| 에스토니아             | 에스토니아 농구 협회                      | EST  | 유럽       |        |        |      |
| 에콰도르               | 에콰도르 농구 연맹                        | ECU  | 아메리카   |        |        |      |
| 에티오피아             | 에티오피아 농구 연맹                      | ETH  | 아프리카   |        |        |      |
| 엘살바도르             | 엘살바도르 농구 연맹                      | ESA  | 아메리카   |        |        |      |
| 영국                   | 영국 농구 연맹                            | GBR  | 유럽       |        |        |      |
| 영국령 버진아일랜드    | 영국령 버진아일랜드 아마추어 농구 연맹    | IVB  | 아메리카   |        |        |      |
| 예멘                   | 예멘 공화국 농구 협회                     | YEM  | 아시아     |        |        |      |
| 오만                   | 오만 농구 협회                            | OMA  | 아시아     |        |        |      |
| 오스트레일리아         | 오스트레일리아 농구 연맹                  | AUS  | 오세아니아 |        |        |      |
| 오스트리아             | 오스트리아 농구 연맹                      | AUT  | 유럽       |        |        |      |
| 온두라스               | 온두라스 국가 농구 연맹                   | HON  | 아메리카   |        |        |      |
| 요르단                 | 요르단 농구 연맹                          | JOR  | 아시아     |        |        |      |
| 우간다                 | 우간다 농구 협회 연맹                     | UGA  | 아프리카   |        |        |      |
| 우루과이               | 우루과이 농구 연맹                        | URU  | 아메리카   |        |        |      |
| 우즈베키스탄           | 우즈베키스탄 농구 연맹                    | UZB  | 아시아     |        |        |      |
| 우크라이나             | 우크라이나 농구 연맹                      | UKR  | 유럽       |        |        |      |
| 이라크                 | 이라크 농구 연맹                          | IRQ  | 아시아     |        |        |      |
| 이란                   | 이란 이슬람 공화국 농구 연맹              | IRI  | 아시아     |        |        |      |
| 이스라엘               | 이스라엘 농구 협회                        | ISR  | 유럽       |        |        |      |
| 이집트                 | 이집트 농구 연맹                          | EGY  | 아프리카   |        |        |      |
| 이탈리아               | 이탈리아 농구 연맹                        | ITA  | 유럽       |        |        |      |
| 인도                   | 인도 농구 연맹                            | IND  | 아시아     |        |        |      |
| 인도네시아             | 인도네시아 농구 협회                      | INA  | 아시아     |        |        |      |
| 일본                   | 일본 농구 협회                            | JPN  | 아시아     |        |        |      |
| 자메이카               | 자메이카 농구 협회                        | JAM  | 아메리카   |        |        |      |
| 잠비아                 | 잠비아 농구 연맹                          | ZAM  | 아프리카   |        |        |      |
| 적도 기니              | 적도 기니 농구 연맹                       | GEQ  | 아프리카   |        |        |      |
| 조선민주주의인민공화국 | 조선민주주의인민공화국 아마추어 농구 협회 | PRK  | 아시아     |        |        |      |
| 조지아                 | 조지아 농구 연맹                          | GEO  | 유럽       |        |        |      |
| 중앙아프리카 공화국    | 중앙아프리카 공화국 농구 연맹             | CAF  | 아프리카   |        |        |      |
| 중화 타이베이          | 중화 타이베이 농구 협회                   | TPE  | 아시아     |        |        |      |
| 중화인민공화국         | 중국 농구 협회                            | CHN  | 아시아     | 1956년 |        |      |
| 지부티                 | 지부티 농구 연맹                          | DJI  | 아프리카   |        |        |      |
| 지브롤터               | 지브롤터 아마추어 농구 협회               | GIB  | 유럽       |        |        |      |
| 짐바브웨               | 짐바브웨 농구 연맹                        | ZIM  | 아프리카   |        |        |      |
| 차드                   | 차드 농구 연맹                            | CHA  | 아프리카   |        |        |      |
| 체코                   | 체코 농구 연맹                            | CZE  | 유럽       |        |        |      |
| 칠레                   | 칠레 농구 연맹                            | CHI  | 아메리카   |        |        |      |
| 카메룬                 | 카메룬 농구 연맹                          | CMR  | 아프리카   |        |        |      |
| 카보베르데             | 카보베르데 농구 연맹                      | CPV  | 아프리카   |        |        |      |
| 카자흐스탄             | 카자흐스탄 농구 연맹                      | KAZ  | 아시아     |        |        |      |
| 카타르                 | 카타르 농구 연맹                          | QAT  | 아시아     |        |        |      |
| 캄보디아               | 캄보디아 농구 연맹                        | CAM  | 아시아     |        |        |      |
| 캐나다                 | 캐나다 농구 연맹                          | CAN  | 아메리카   |        |        |      |
| 케냐                   | 케냐 농구 협회                            | KEN  | 아프리카   |        |        |      |
| 케이맨 제도            | 케이맨 제도 농구 협회                     | CAY  | 아메리카   |        |        |      |
| 코모로                 | 코모로 농구 연맹                          | COM  | 아프리카   |        |        |      |
| 코소보                 | 코소보 농구 연맹                          | KOS  | 유럽       |        |        |      |
| 코스타리카             | 코스타리카 아마추어 농구 연맹             | CRC  | 아메리카   |        |        |      |
| 코트디부아르           | 코트디부아르 농구 연맹                    | CIV  | 아프리카   |        |        |      |
| 콜롬비아               | 콜롬비아 농구 연맹                        | COL  | 아메리카   |        |        |      |
| 콩고 공화국            | 콩고 농구 연맹                            | CGO  | 아프리카   |        |        |      |
| 콩고 민주 공화국       | 콩고 민주 공화국 농구 연맹                | COD  | 아프리카   |        |        |      |
| 쿠바                   | 쿠바 농구 연맹                            | CUB  | 아메리카   |        |        |      |
| 쿠웨이트               | 쿠웨이트 농구 연맹                        | KUW  | 아시아     |        |        |      |
| 쿡 제도                | 쿡 제도 농구 협회                         | COK  | 오세아니아 |        |        |      |
| 크로아티아             | 크로아티아 농구 연맹                      | CRO  | 유럽       |        |        |      |
| 키르기스스탄           | 키르기스스탄 농구 연맹                    | KGZ  | 아시아     |        |        |      |
| 키리바시               | 키리바시 농구 협회                        | KIR  | 오세아니아 |        |        |      |
| 키프로스               | 키프로스 농구 연맹                        | CYP  | 유럽       |        |        |      |
| 타지키스탄             | 타지키스탄 공화국 농구 연맹               | TJK  | 아시아     |        |        |      |
| 타히티                 | 타히티 농구 연맹                          | TAH  | 오세아니아 |        |        |      |
| 탄자니아               | 탄자니아 농구 협회                        | TAN  | 아프리카   |        |        |      |
| 태국                   | 태국 농구 체육 협회                       | THA  | 아시아     |        |        |      |
| 터크스 케이커스 제도   | 터크스 케이커스 제도 농구 연맹            | TCI  | 아메리카   |        |        |      |
| 토고                   | 토고 농구 연맹                            | TOG  | 아프리카   |        |        |      |
| 통가                   | 통가 농구 연맹                            | TGA  | 오세아니아 |        |        |      |
| 투르크메니스탄         | 투르크메니스탄 농구 연맹                  | TKM  | 아시아     |        |        |      |
| 투발루                 | 투발루 농구 협회                          | TUV  | 오세아니아 |        |        |      |
| 튀니지                 | 튀니지 농구 연맹                          | TUN  | 아프리카   |        |        |      |
| 튀르키예               | 튀르키예 농구 연맹                        | TUR  | 유럽       |        |        |      |
| 트리니다드 토바고      | 트리니다드 토바고 농구 연맹               | TTO  | 아메리카   |        |        |      |
| 파나마                 | 파나마 농구 연맹                          | PAN  | 아메리카   |        |        |      |
| 파라과이               | 파라과이 농구 연맹                        | PAR  | 아메리카   |        |        |      |
| 파키스탄               | 파키스탄 농구 연맹                        | PAK  | 아시아     |        |        |      |
| 파푸아뉴기니           | 파푸아뉴기니 농구 연맹                    | PNG  | 오세아니아 |        |        |      |
| 팔라우                 | 팔라우 아마추어 농구 협회                 | PLW  | 오세아니아 |        |        |      |
| 팔레스타인             | 팔레스타인 농구 연맹                      | PLE  | 아시아     |        |        |      |
| 포르투갈               | 포르투갈 농구 연맹                        | POR  | 유럽       |        |        |      |
| 폴란드                 | 폴란드 농구 협회                          | POL  | 유럽       |        |        |      |
| 푸에르토리코           | 푸에르토리코 농구 연맹                    | PUR  | 아메리카   |        |        |      |
| 프랑스                 | 프랑스 농구 연맹                          | FRA  | 유럽       |        |        |      |
| 피지                   | 피지 아마추어 농구 연맹                   | FIJ  | 오세아니아 |        |        |      |
| 핀란드                 | 핀란드 농구 연맹                          | FIN  | 유럽       |        |        |      |
| 필리핀                 | 필리핀 농구 연맹                          | PHI  | 아시아     |        |        |      |
| 헝가리                 | 헝가리 농구 연맹                          | HUN  | 유럽       |        |        |      |
| 홍콩                   | 홍콩 농구 협회                            | HKG  | 아시아     |        |        |      |

## 참고 문헌
- “국제 농구 연맹”. 국제 협회 연합.
- “국제 농구 연맹”. 국제 경기 연맹 총연합회.

## 같이 보기
- 세계 농구 협회
- 농구
- 스트리트볼
- 3x3 농구